# Lista laureatów Nagrody Nobla związanych z Polską
Lista prezentuje laureatów Nagrody Nobla związanych z Polską. Ich związki z Polską definiowane są poprzez narodowość polską, urodzenie się na terytorium Polski, posiadanie obywatelstwa Polski lub posługiwanie się językiem polskim jako ojczystym (lub jednym z ojczystych).

## Polscy laureaci Nagrody Nobla[a]
| Lp. | Rok                                  | Wyróżniony                         | Dziedzina                   | Zdjęcie | Wyjaśnienie kwestii polskości |
| 1   | 1903, 1911                           | Maria Skłodowska-Curie (1867–1934) | fizyka (1903) chemia (1911) |         | Urodziła się kilka miesięcy po likwidacji autonomii Królestwa Polskiego od Rosji. Żyła na ziemiach polskich 23 lata, w 1891 r. wyjechała do Francji, gdzie spędziła resztę życia. W 1932 r. z jej inicjatywy założono Instytut Radowy w Warszawie. Odkryty przez siebie i męża pierwiastek nazwała na cześć Polski – polonem. |
| 2   | 1905                                 | Henryk Sienkiewicz (1846–1916)     | literatura                  |         | Niemal całe życie spędził na ziemiach polskich, głównie na terenie Królestwa Polskiego (1846–1867), a następnie Kraju Nadwiślańskiego (Imperium Rosyjskie), tworzył w języku polskim. |
| 3   | 1924                                 | Władysław Reymont (1867–1925)      | literatura                  |         | Urodził się kilka miesięcy po likwidacji autonomii Królestwa Polskiego od Rosji na terenie Królestwa. Żył na ziemiach polskich (w Kraju Nadwiślańskim), od 1918 r. w Polsce. Tworzył w języku polskim. |
| 4   | 1980                                 | Czesław Miłosz (1911–2004)         | literatura                  |         | Urodził się na ziemiach polsko-litewskich w rosyjskiej guberni kowieńskiej. Mieszkał w Polsce 40 lat, następnie żył we Francji i w USA. Do Polski wrócił w 1993 r. i pozostał do śmierci. Tworzył w języku polskim i angielskim. |
| 5   | 1983                                 | Lech Wałęsa (ur. 1943)             | pokojowa                    |         | Urodził się w okupowanej przez Niemców Polsce. Mieszka w Polsce całe życie, był prezydentem Rzeczypospolitej. |
| 6   | 1995                                 | Józef Rotblat (1908–2005)          | pokojowa                    |         | Urodził się w Kraju Nadwiślańskim (Imperium Rosyjskie) w rodzinie żydowskiej. Absolwent fizyki na Wolnej Wszechnicy Polskiej (1932) i na Uniwersytecie Warszawskim (1938). Mieszkał w Polsce prawie 31 lat, od 1939 r. do śmierci żył w Wielkiej Brytanii. W 1946 otrzymał obywatelstwo brytyjskie. Całe życie płynnie posługiwał się językiem polskim i określał się Polakiem z brytyjskim paszportem. Od 1966 r. członek Polskiej Akademii Nauk. |
| 7   | 1996                                 | Wisława Szymborska (1923–2012)     | literatura                  |         | Urodziła się i całe życie mieszkała w Polsce. Tworzyła w języku polskim. |
| 8   | 2018 (nagrodę przyznano w 2019 roku) | Olga Tokarczuk (ur. 1962)          | literatura                  |         | Urodziła się i mieszka w Polsce; pisze po polsku; nagroda Nobla „za wyobraźnię narracyjną, która z encyklopedyczną pasją reprezentuje przekraczanie granic jako formę życia” |

## Pozostali laureaci mający znaczące związki z Polską
| Lp. | Rok  | Wyróżniony                        | Dziedzina               | Zdjęcie | Wyjaśnienie związków z Polską |
| 1   | 1907 | Albert Michelson (1852–1931)      | fizyka                  |         | Urodzony w 1852 r. na ziemiach polskich w Prowincji Poznańskiej w powiecie Strelno (wówczas Królestwo Prus), w zdecydowanej większości zamieszkiwanej przez Polaków, jako syn Żyda Samuela Michelsona i Polki Rozalii z domu Przyłubskiej, brat Pauliny i Joanny Michelsonów. W 1855 r. cała rodzina wyjechała do USA, gdzie Michelson spędził resztę życia. Pamiętał o swoim polskim pochodzeniu, swoje poświęcenie ciężkiej pracy tłumaczył tym, że pracowitość to cecha wszystkich Polaków. Mimo że nie urodził się na terenie państwa polskiego, przez całe życie konsekwentnie wpisywał w dokumentach Polskę jako miejsce urodzenia. |
| 2   | 1944 | Isidor Isaac Rabi (1898–1988)     | fizyka                  |         | Urodził się w 1898 r. w Rymanowie w Galicji, prowincji Austro-Węgier, zamieszkałej w zdecydowanej większości przez Polaków, Rusinów i Żydów, w rodzinie żydowskiej. Rozpoczął naukę w szkole, lecz w wieku czterech lat wraz z matką wyjechał do USA, gdzie spędził resztę życia. Rodzinną miejscowość odwiedził w 1971. |
| 3   | 1950 | Tadeusz Reichstein (1897–1996)    | fizjologia lub medycyna |         | Urodził się w Kraju Nadwiślańskim (Imperium Rosyjskie) w zasymilowanej rodzinie żydowskiej (ojciec był inżynierem chemikiem), kultywującej polskie tradycje. Imię otrzymał na cześć Tadeusza Kościuszki (jego brat Adam swoje dostał dla upamiętnienia Adama Mickiewicza). Dzieciństwo spędził też w Kijowie i w Jenie. Od ósmego roku życia aż do śmierci mieszkał w Szwajcarii, dokąd jego rodzice, którzy zdobyli później polskie obywatelstwo i posiadali je do końca życia, uciekli z Rosji z powodu pogromów Żydów. W okresie międzywojennym kilkukrotnie odwiedził ojczysty kraj i mieszkającą w nim rodzinę. Wszyscy jego polscy krewni zginęli podczas II wojny światowej w obozach zagłady. Do końca życia dobrze rozumiał po polsku, gorzej mówił. Wspierał rozwój Polaków studiujących i pracujących na uczelniach szwajcarskich, fundując im stypendia. Utrzymywał kontakty z polskimi uczelniami: w 1978 otrzymał doktorat honoris causa na Uniwersytecie Polskim w Londynie, a w 1995 w Akademii Medycznej w Gdańsku. Od 1988 był członkiem honorowym Włocławskiego Towarzystwa Naukowego, otrzymał Medal „Zasłużony dla Włocławka”, a w 1994 honorowe obywatelstwo tego miasta. Od 1994 członek Polskiej Akademii Nauk. |
| 4   | 1977 | Andrew Schally (1926–2024)        | fizjologia lub medycyna |         | Urodził się w Polsce jako Andrzej Wiktor Schally, syn generała Wojska Polskiego Kazimierza Schally’ego. Żył w Polsce prawie 13 lat, do września 1939 r., posługując się językiem polskim. W kolejnych latach mieszkał w Rumunii, Wielkiej Brytanii, Kanadzie. Od 1957 r. mieszka w USA. Na przestrzeni lat zanikła jego umiejętność posługiwania się językiem polskim. |
| 5   | 1978 | Menachem Begin (1913–1992)        | pokojowa                |         | Urodził się na ziemiach polskich w rosyjskiej guberni grodzieńskiej w rodzinie żydowskiej jako Mieczysław Biegun. W Polsce mieszkał 27 lat, do 1940 r. Absolwent prawa na Uniwersytecie Warszawskim (1935). Od 1938 r. był przywódcą polskiego Betaru, żydowskiego ruchu młodzieżowego. Więzień NKWD, kapral podchorąży Armii Polskiej na Wschodzie. Po przybyciu wojska do Palestyny uzyskał zwolnienie z przysięgi wojskowej i rozpoczął walkę o stworzenie państwa żydowskiego. Pozostał w Izraelu do końca życia. |
| 6   | 1978 | Isaac Bashevis Singer (1902–1991) | literatura              |         | Urodził się w Kraju Nadwiślańskim (Imperium Rosyjskie) w rodzinie żydowskiej jako Icek-Hersz Zynger. Mieszkał w Polsce 33 lata, od 1935 r. do śmierci żył w USA. Większość jego twórczości związana jest ze wspomnieniami z życia w Polsce. Jako dziennikarz używał m.in. pseudonimu Warszawski. Choć nigdy nie wrócił do ojczystego kraju, tłumacząc to niemożnością podróży na „cmentarz żydowskiego narodu”, do końca życia uważał się za warszawiaka i podkreślał swoje przywiązanie do Polski. |
| 7   | 1981 | Roald Hoffmann (ur. 1937)         | chemia                  |         | Urodził się w Polsce w rodzinie żydowskiej. Mieszkał w Polsce 12 lat, w 1949 r. wyjechał do USA, gdzie żyje do dziś. |
| 8   | 1992 | Georges Charpak (1924–2010)       | fizyka                  |         | Urodził się w Polsce w rodzinie żydowskiej jako Jerzy Charpak. W dzieciństwie posługiwał się językiem polskim. Sześć lat mieszkał w Polsce, dwa w Palestynie, od 1932 r. do śmierci żył we Francji. |
| 9   | 1994 | Szimon Peres (1923–2016)          | pokojowa                |         | Urodził się w Polsce w rodzinie żydowskiej jako Szymon Perski. Języka polskiego uczył się w szkole, czasem używano go w jego domu. W Polsce mieszkał 11 lat, w 1934 r. wyjechał do Palestyny (późniejszy Izrael), gdzie żył do śmierci. Często wspominał swoją polską przeszłość, jako izraelski polityk wielokrotnie odwiedzał Polskę. Był orędownikiem porozumienia między obu państwami, zależało mu na tym, żeby współcześni Izraelczycy zrozumieli znaczenie Polski dla swojej tożsamości. Swoje wystąpienie na ten temat w Senacie nazwał „przemówieniem życia”. Do końca życia mówił z głębokim polskim akcentem. |
| 10  | 2007 | Leonid Hurwicz (1917–2008)        | ekonomia                |         | Urodził się w Rosji w rodzinie żydowskiej. Przez 19 lat (1919–1938) mieszkał w Polsce. Absolwent prawa na Uniwersytecie Warszawskim (1938). Żył w wielu krajach, od 1940 r. do śmierci przede wszystkim w USA. |

## Nominowani do Nagrody Nobla (lista niepełna)
Lista obejmuje związane z Polską osoby nominowane do Nagrody Nobla wraz z rokiem nominacji w oparciu o oficjalne dane publikowane przez Komitet Noblowski. Na liście wyróżniono także nominacje dla osób, które w innych latach zostały zdobywcami nagrody Nobla (lista nagród w tabeli powyżej).
Komitet Noblowski może ujawnić nazwiska nominowanych po 50 latach od ich zgłoszenia. W 2022 r. udostępniono informacje o nominacjach w dziedzinie chemii i fizyki do 1970 r., w dziedzinie medycyny/fizjologii do 1953 r., w dziedzinie literatury do 1971 r., a w przypadku nagrody pokojowej do 1967 r.
| Imię i nazwisko               | Dziedzina               | Lata nominacji                                       |
| ----------------------------- | ----------------------- | ---------------------------------------------------- |
| Henryk Sienkiewicz            | literatura              | 1901, 1902, 1903, 1904                               |
| Jan Gotlib Bloch              | pokojowa                | 1901                                                 |
| Maria Skłodowska-Curie        | fizyka                  | 1902                                                 |
| Stanisław Korwin-Dzbański     | pokojowa                | 1903                                                 |
| Albert Michelson              | fizyka                  | 1904                                                 |
| Karol Olszewski               | fizyka                  | 1904, 1913                                           |
| Karol Olszewski               | chemia                  | 1913                                                 |
| Eliza Orzeszkowa              | literatura              | 1905                                                 |
| Adam Wiszniewski              | pokojowa                | 1907                                                 |
| Ludwik Zamenhof               | pokojowa                | 1907, 1909, 1910, 1913, 1914, 1915, 1916, 1917       |
| Michał Tyszkiewicz            | pokojowa                | 1910, 1911, 1927                                     |
| Edward Strasburger            | fizjologia lub medycyna | 1910                                                 |
| Napoleon Cybulski             | fizjologia lub medycyna | 1911, 1914, 1918                                     |
| Oskar Minkowski               | fizjologia lub medycyna | 1912, 1914, 1924, 1925, 1928, 1929, 1932             |
| Leon Marchlewski              | chemia                  | 1913                                                 |
| Leon Marchlewski              | fizjologia lub medycyna | 1913, 1914                                           |
| Kazimierz Funk                | fizjologia lub medycyna | 1914, 1925                                           |
| Kazimierz Funk                | chemia                  | 1926, 1946                                           |
| Józef Babiński                | fizjologia lub medycyna | 1914, 1924, 1928, 1932                               |
| Józef Polak                   | pokojowa                | 1915, 1928                                           |
| Władysław Reymont             | literatura              | 1919, 1920, 1922                                     |
| Stefan Żeromski               | literatura              | 1921, 1922, 1923, 1924                               |
| Oswald Balzer                 | pokojowa                | 1926                                                 |
| Zofia Casanowa                | literatura              | 1926                                                 |
| Kazimierz Fajans              | chemia                  | 1928, 1934                                           |
| Rudolf Weigl                  | fizjologia lub medycyna | 1930, 1931, 1932, 1933, 1934, 1936, 1937, 1938, 1939 |
| Hermann Kantorowicz           | pokojowa                | 1934                                                 |
| Józef Piłsudski               | pokojowa                | 1934                                                 |
| Tadeusz Zieliński             | literatura              | 1934, 1935                                           |
| Wojciech Alojzy Świętosławski | chemia                  | 1936, 1950, 1957, 1958, 1960, 1962                   |
| Maria Dąbrowska               | literatura              | 1939, 1957, 1959, 1960, 1965                         |
| Isidor Isaac Rabi             | fizyka                  | 1939, 1940, 1941, 1942, 1943, 1945                   |
| Tadeusz Reichstein            | chemia                  | 1943, 1944, 1945, 1947, 1948, 1949, 1950             |
| Szalom Asz                    | literatura              | 1946, 1947                                           |
| Leopold Staff                 | literatura              | 1950                                                 |
| Ludwik Hirszfeld              | fizjologia lub medycyna | 1950                                                 |
| Rafał Lemkin                  | pokojowa                | 1950, 1951, 1955, 1956, 1958, 1959                   |
| Bernard Halpern               | fizjologia lub medycyna | 1951                                                 |
| Bernard Halpern               | chemia                  | 1966                                                 |
| Jarosław Iwaszkiewicz         | literatura              | 1957, 1963, 1965, 1966, 1969                         |
| Jan Parandowski               | literatura              | 1957, 1959                                           |
| Bogdan Kamieński              | chemia                  | 1958                                                 |
| Józef Retinger                | pokojowa                | 1958                                                 |
| Ludwik Sohn                   | pokojowa                | 1959, 1961, 1962, 1963, 1966                         |
| Karol Alexandrowicz           | pokojowa                | 1961, 1962, 1964                                     |
| Marian Danysz                 | fizyka                  | 1962, 1965, 1967, 1971, 1972, 1973, 1974             |
| Tadeusz Urbański              | chemia                  | 1962                                                 |
| Leopold Infeld                | fizyka                  | 1964                                                 |
| Jerzy Pniewski                | fizyka                  | 1965, 1967, 1971, 1972, 1973, 1974                   |
| Adam Rapacki                  | pokojowa                | 1966, 1968                                           |
| Witold Gombrowicz             | literatura              | 1966, 1967, 1968, 1969                               |
| Isaak Pomieranczuk            | fizyka                  | 1966                                                 |
| Zbigniew Herbert              | literatura              | 1968                                                 |
| Sławomir Mrożek               | literatura              | 1968, 1972                                           |
| Tadeusz Różewicz              | literatura              | 1968, 1971, 1973                                     |
| Kazimierz Wierzyński          | literatura              | 1968                                                 |
| Jerzy Andrzejewski            | literatura              | 1969, 1970, 1971                                     |
| Abraham Suckewer              | literatura              | 1970, 1972                                           |
| Izaak Lewin                   | pokojowa                | 1970                                                 |
| Stefan Wyszyński              | pokojowa                | 1971                                                 |
| Aron Cajtlin                  | literatura              | 1972                                                 |
| Jakub Glatsztejn              | literatura              | 1972                                                 |
| Julius Marmur                 | chemia                  | 1972                                                 |
| Michael Szwarc                | chemia                  | 1972, 1974                                           |
| Wiktor Kemula                 | chemia                  | 1973                                                 |
| Włodzimierz Kołos             | fizyka                  | 1973                                                 |
| Samuel Pisar                  | pokojowa                | 1973                                                 |
| Michael Sela                  | fizyka                  | 1973, 1974                                           |
| Adam Schaff                   | pokojowa                | 1973                                                 |
| Andrew Schally                | fizjologia lub medycyna | 1973                                                 |
| Isaac Bashevis Singer         | literatura              | 1973, 1974                                           |
| Lutosław Wolniewicz           | fizyka                  | 1973                                                 |
| Czesław Miłosz                | literatura              | 1974                                                 |

Ponadto, 26 stycznia 2006 Sejm RP V kadencji przez aklamację przyjął uchwałę popierającą kandydaturę ks. Zdzisława Peszkowskiego do pokojowej Nagrody Nobla.